# Maritza Morillas
Maritza Morillas (Ciudad de México, 18 de mayo de 1969) es una pintora, artista visual mexicana que ha incursionado principalmente en el arte contemporáneo. Sus obras se caracterizan por imágenes oscuras de la muerte y la descomposición; además, se ha adentrado en cuestiones sociales como los problemas que acarrean las formas de producción implementadas por la industria alimenticia. Además, es bien conocida en México por su trabajo sobre los feminicidios en Ciudad Juárez, los asesinatos en masa de mujeres jóvenes a lo largo de la frontera entre Estados Unidos y México.
Se graduó de licenciatura en artes visuales de la Universidad Nacional Autónoma de México.
Ha participado en diversas exposiciones individuales y colectivas durante su carrera, entre ellas el XVI Encuentro Internacional y el XII Iberoamericano de Mujeres en el Arte (2011), y las exposiciones Mail Art Show, Homenage a René Magritte en el Museo de Arte Contemporáneo de Santiago (2006), Juntas y Revueltas (2006) y Coóperate Bong! Pascual: La colección de una Cooperativa (2008) el Museo de la Ciudad de México y Volverse Otro (2011) en el Museo de la Máscara de San Luis Potosí, entre otras muestras en Estados Unidos, América Latina y México.